# 野牡丹
野牡丹（学名：Melastoma candidum），为野牡丹科野牡丹属的植物，又名山石榴（台湾）、大金香炉、猪古稔（广东）、豹牙兰（云南）、豹牙郎木、倒罐草、九螺子花、高腳稔、罐罐草、地茄、金石榴、老虎杆、埔筆仔、痢疾罐、毛張口、小毛香、王不留行、王不留。原產於巴西，分布于台湾、印度以及中国大陆的广东、福建、广西、云南等地，生长于海拔120米的地区，多生长于山坡松林下和开朗的灌草丛中。花期5－9月，果期10－12月。
因野牡丹在眾多野花之中，最為綺麗頗有牡丹的雍容華貴，故而得名。

## 形態特徵
野牡丹是一種常綠小灌木，高約0.5－1.5米，可高達3米。莖鈍四棱形或近圓柱形，披淡褐色鱗片狀糙毛。單葉對生，長橢圓形或卵形，先端鈍尖，基部近圓形或淺心形，全緣，葉片堅紙質，兩面披淡褐色糙毛及短柔毛，長約4－12厘米，寬約3－8厘米；葉脈5－7條基出；葉柄長約2－5厘米。花為聚傘花序，長於分枝頂端，近頭狀，由3－7朵花組成，稀單生，基部具葉狀總苞2；花梗密披鱗片狀糙毛，長約3－20毫米；花萼5裂，裂片卵形或略寬，內側紅色，外側披淡褐色鱗片狀糙毛，先端漸尖，萼管壺形，長約1厘米；花瓣5片，倒卵形，先端圓形，粉紅色或玫瑰紅色，密披緣毛，離瓣花；雄蕊10枚，5長5短，較長的雄蕊基部黃色直立，上部呈關節狀彎曲，狀似鐮刀，連接紫紅色半圓形的花藥，短的雄蕊黃色，並未分兩節，連接黃色的花藥；雌蕊柱狀，墨綠色；花柱線形，紫紅色；子房下位，5室，密被糙伏毛，先端具一圈剛毛。果為蒴果，壺形，與宿存萼貼生，密披褐色鱗片狀糙毛，成熟後開裂，果肉紫色，長約1－1.5厘米，直徑約8－12毫米；種子白色，鑲於肉質胎座內。

## 醫藥用途
野牡丹全株可入藥。全株，中藥名為野牡丹，味酸、澀，性涼，歸脾、胃、肺、肝經，能清熱解毒、消炎止血、消積利濕、消食止痢，主治腹瀉、便血、吐血、咳血、月經過多、乳汁不下、腸癰、肝炎、白帶、產後腹痛、跌打損傷及外傷出血等。根，中藥名為野牡丹根，別名痢疾罐、王不留，味酸、澀，性平，能健脾利濕、活血止血，主治消化不良、便血、月經不調、食積腹痛、頭痛、風濕痹痛及跌打損傷等。果實或種子，中藥名為野牡丹子，別名豹牙郎子，味苦，性平，能通經下乳、活血止血，主治乳汁不通、產後腹痛、難產等。

## 醫藥典故
相傳東漢的開國功臣邳彤，因他家鄉的民眾不齒王莽及王郎等人的篡漢行為，故當王莽率大軍追殺劉秀而路經此地時，拒絕為王莽的大軍提供食宿，王莽被迫連夜氣憤地離開邳彤家鄉。邳彤因精通藥理，常為人治病，人稱「藥王」，當他發現家鄉田園裡所產的野牡丹有舒筋活血、通乳止痛之用時，為反映此事，故而命名為「王不留」 或「王不留行」。

## 相似品種
- 毛菍（Melastoma sanguineum），同為野牡丹科野牡丹屬植物，分別在於毛菍的葉片無毛或像鋪上一層細毛[12]及手感較為粗糙，枝條上有長毛[13][14]；
- 地菍（Melastoma dodecandrum），是野牡丹科野牡丹屬，分別在於地菍的花與野牡丹、毛菍及崗棯的花比較下，為最細者[15]；
- 崗棯（Rhodomyrtus tomentosa），則為桃金娘科桃金娘屬植物[16]。

## 外部連結
- （简体中文）中国数字植物标本馆中的相关内容：野牡丹
- 中央研究院生物多樣性研究中心 （页面存档备份，存于）植物標本館
- 仁山植物園[永久]
- 中國科普博覽
- 野牡丹
- 王不留行/野牡丹[永久]中草藥比較，台北內雙溪森林藥用植物園
- . 藥用植物圖像數據庫 (香港浸會大學中醫藥學院).   [2011-12-01]. （原始内容存档于2019-06-30）.